# Копиеносен прилеп
Копиеносните прилепи (Phyllostomus hastatus) са вид дребни бозайници от семейство Американски листоноси прилепи (Phyllostomidae).

## Разпространение
Разпространени са в Централна и Южна Америка от Гватемала до Парагвай в открити и гористи местности, най-често в близост до водоеми.

## Описание
Достигат дължина на тялото 100 – 130 mm, размах на крилата 455 mm и маса 81 грама.

## Хранене
Хранят се главно с плодове, полени и насекоми, рядко с гръбначни.